# Wunibald z Heidenheim
Wunibald z Heidenheim (ur. 701 w Wesseksie w Anglii, zm. 18 grudnia 761 w Heidenheim w Niemczech) – opat klasztoru w Heidenheim i święty Kościoła katolickiego.

## Życiorys
Wunibald z Heidenheim urodził się w 701 roku jako syn św. Ryszarda i Wuny. Był bratem św. Willibalda z Eichstätt i św. Walburgi. W 721 roku wybrał się wraz z bratem i ojcem na pielgrzymkę do Rzymu, podczas podróży jego ojciec zmarł w drodze do Lukki. Do 739 roku pozostał w klasztorze w Rzymie. W 739 roku przybył jako misjonarz w regionie Turyngii w Niemczech, gdzie został wyświęcony na kapłana przez św. Bonifacego, który powierzył mu opiekę nad siedmioma kościołami. W 744 roku wyruszył do Bawarii, aby szerzyć misję apostolską nad rzeką Vils. Był pierwszym opatem klasztoru w Heidenheim. Zmarł w wieku 60 lat. Jego wspomnienie obchodzone jest w rocznicę jego śmierci 18 grudnia.